# 932 Hooveria
932 Hooveria eller 1920 GV är en asteroid i huvudbältet, som upptäcktes den 23 mars 1920 av den österrikiske astronomen Johann Palisa. Den är uppkallad efter den tidigare amerikanske presidenten Herbert Hoover.
Asteroiden har en diameter på ungefär 58 kilometer.